# دينيس هاريسون
دينيس هاريسون (بالإنجليزية: D.J. Harrison)‏ (و. 1979  م) هو لاعب كرة سلة أمريكي، ولد في فيلادلفيا.

## روابط خارجية
- دينيس هاريسون على موقع الدوري الأوروبي لكرة السلة (الإنجليزية)
- دينيس هاريسون على موقع كرة السلة الأوروبية.كوم (الإنجليزية)
- دينيس هاريسون على موقع كلية كرة السلة في سبورتس رفرنس.كوم (الإنجليزية)
- دينيس هاريسون على موقع ريلجم (الإنجليزية)
- دينيس هاريسون على موقع سبورتس رفرنس (الإنجليزية)